# Illa Sillem
L'illa Sillem (en anglès: Sillem Island) és una illa deshabitada que es troba prop de la costa de l'illa de Baffin i que formen part de l'Arxipèlag Àrtic Canadenc, dins la Regió de Qikiqtaaluk, al territori de Nunavut, al nord del Canadà. És la segona illa més gran, després d el'illa de Bylot, dels diversos centenars d'illes i llots que hi ha a la badia de Baffin, just al davant de la costa nord de l'illa de Baffin. Es troba dins del Scott Inlet, al sud-oest de l'illa de Scott.
La seva superfície és de tan sols 482 km², però el seu terreny és molt abrupte i s'alça fins als 1.590 msnm.